# Microlaimus parviporosus
Microlaimus parviporosus is een rondwormensoort uit de familie van de Microlaimidae. De wetenschappelijke naam van de soort is voor het eerst geldig gepubliceerd in 2009 door Miljutin & Miljutina.